# 卡爾文鎮區 (密歇根州)
卡爾文鎮區（英語：Calvin Township）是位於美國密歇根州卡斯縣的一個行政鎮區。

## 地方資料
卡爾文鎮區的面積為92.10平方千米，當中陸地面積為89.00平方千米，而水域面積為3.10平方千米。根據2020年美國人口普查的數據，當地共有人口1993人，而人口密度為每平方千米21.64人。